# مانغا إنترتنمنت
مانغا إنترتنمنت (بالإنجليزية: Manga Entertainment)‏ ، هي شركة دار نشر أمريكية-بريطانية لنشر مسلسلات الرسوم المتحركة اليابانية والمجلة المصورة، وتقع مقرها في مدينة لوس أنجلوس الأمريكية.

## مصدر
1. ↑  "About Us." Manga Entertainment. Retrieved on February 5, 2009. نسخة محفوظة 27 سبتمبر 2016 على موقع واي باك مشين.

## وصلات خارجية
- الموقع الرسمي
- Sevakis، Justin (14 سبتمبر 2015). "What Ever Happened to Manga Entertainment?". Answerman (column). شبكة أخبار الأنمي. مؤرشف من الأصل في 2019-07-30. اطلع عليه بتاريخ 2015-09-15. A brief history to date of Manga Entertainment.
- Sevakis، Justin (16 سبتمبر 2015). "What Ever Happened to Manga Entertainment? (PART TWO: UK Edition)". Answerman (column). شبكة أخبار الأنمي. مؤرشف من الأصل في 2019-04-19. اطلع عليه بتاريخ 2015-09-17. A brief history to date of Manga UK.